# 冷泉為系
冷泉 為系（れいぜい ためつぎ、1881年〈明治14年〉8月9日 - 1946年〈昭和21年〉10月18日）は、日本の歌人。伯爵。上冷泉家22代当主。

## 経歴
父と同様に宮中勤務を経験。侍従、式部官、殿掌を経て御歌所参候を務める。また、伊勢神宮宮司も務めた。

## 家族
父は冷泉為紀。妻は水無瀬忠輔の娘・恭子。子は荒尾須賀子(男爵荒尾之茂後妻)、小寺比出子（小寺政太郎妻）、冷泉為臣、本多伎与子(本多登喜夫妻)、冷泉布美子。婿養子に冷泉為任。

## 栄典
- 1910年（明治43年）12月27日 - 従四位[4]